# Björn Jónsson

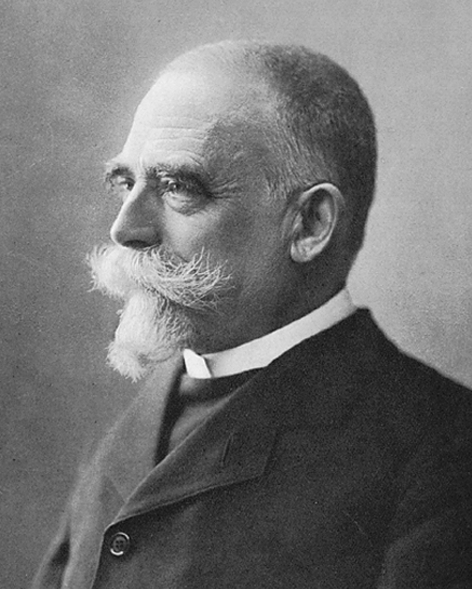
Björn Jónsson (um 1910)

Björn Jónsson (* 8. Oktober 1846; † 24. November 1912) war ein isländischer Politiker der Alten Unabhängigkeitspartei (Sjálfstæðisflokkurinn (Eldri)) und Premierminister von Island.

## Biografie
Björn Jónsson erwarb seine Hochschulzugangsberechtigung (Stúdentspróf) 1869 am Menntaskólinn í Reykjavík, dem ältesten Gymnasium Islands, und war im Anschluss bis 1871 als Kaufmann in Flatey (Breiðafjörður) tätig. Danach folgte von 1871 bis 1874 ein Studium der Rechtswissenschaften an der Universität Kopenhagen. In den Jahren 1873 bis 1874 konnte er dort die Redaktion der Kulturzeitschrift Skírnir übernehmen. Am 19. September 1874 erschien die erste Ausgabe der Tageszeitung Ísafold, deren Herausgeber er bis 1909 war. Diese Tätigkeit machte ihn landesweit so bekannt, dass er allgemein nur Björn í Ísafold oder Ísafoldar Björn genannt wurde. 1900 kam das Íslenzk stafsetningarorðabók von Björn Jónsson heraus, das die Rechtschreibung des Blaðamannafélags weit im Lande propagierte und in den nächsten 20 Jahren vier Auflagen erlebte.
Neben seiner journalistischen Tätigkeit begann er 1878 auch seine politische Laufbahn, die dazu führte, dass er 1878 bis 1880 Abgeordneter des Althing für die Alte Unabhängigkeitspartei (Sjálfstæðisflokkurinn (Eldri)) war. Zwischen 1885 und 1891 war er Mitglied des Stadtrates von Reykjavík, sowie 1908 bis zu seinem Tode erneut Abgeordneter des Althing (Alþingismaður).
Nach der schweren Niederlage von Hannes Hafstein und dessen Unterstützern bei den Althingwahlen von 1908, bei denen die Wähler zugleich den Entwurf einer neuen Verfassung ablehnten, wurde er aufgrund seines Wahlerfolges am 31. März 1909 dessen Nachfolger als Premierminister von Island (Ráðherrar Íslands). Im Gegensatz zu Hafstein vertrat er gegenüber Dänemark, das Island innerhalb seiner Monarchie ab 1904 eine Selbstverwaltung zubilligte, deutlich die isländischen Interessen. Bereits 1909 kam es zu einem Eklat, als er mit Bjarni Jónsson einen Regierungsrat für Handel ernannte, der die wirtschaftlichen Interessen von Island vertreten sollte. Die dänische Regierung bezeichnete diese Ernennung als nicht vereinbar mit der gemeinsamen Außenpolitik von Dänemark und Island. Als Premierminister legte er auch einen Gesetzentwurf zur Prohibition vor, der auch durch den Althing verabschiedet wurde. Am 14. März 1911 musste er nach knapp zweijähriger Amtszeit zurücktreten, nach dem er trotz erheblicher Kritik seiner Parteigänger den Generaldirektor der Nationalbank Tryggvi Gunnarsson zum Rücktritt zwang. Nachfolger als Premierminister wurde daraufhin der parteilose Abgeordnete Kristján Jónsson.
Björn Jónsson war der Vater von Sveinn Björnsson, dem einzigen Gouverneur (Regent) und zugleich von 1944 bis 1952 ersten Präsident von Island.